# Florence Kasumba
Florence Kasumba (Campala, 26 de outubro de 1976) é uma atriz ugandense-alemã. É conhecida por sua interpretação como Ayo no Universo Cinematográfico Marvel e sua atuação em filmes alemães e holandeses. Ela também interpretou a senadora Acantha em Wonder Woman (2017), Shenzi em The Lion King (2019) e a Bruxa Má do Leste na série de televisão Emerald City (2017), da NBC.

## Biografia
Florence Kasumba nasceu em 26 de outubro de 1976 em Campala, Uganda. Ela passou a infância em Essen, Alemanha, onde cursou o ensino fundamental e o ensino médio. Depois de assistir ao musical Starlight Express aos 12 anos, ela se inspirou para se tornar uma artista. Ela se formou em atuação, canto e dança pela Fontys University of Applied Sciences em Tilburgo, Holanda. Kasumba é fluente em alemão, inglês e holandês.

## Carreira
Enquanto ela ainda estava na faculdade, Kasumba conseguiu seu primeiro papel profissional no cinema, Silke, no filme holandês Ik ook van jou. Depois de se formar na faculdade, ela se apresentou em muitos musicais, como Chicago, The Lion King, Cats, West Side Story, Evita e Beauty and the Beast. Florence Kasumba viajou para Nova York e foi escalada para o papel-título na produção de estreia da Alemanha do musical de sucesso internacional de Elton John, Aida. Ela também interpretou Lisa no elenco de estreia de Mamma Mia, na Alemanha.
Kasumba apareceu em uma variedade de filmes e séries de televisão em holandês, alemão e inglês.
Kasumba fez sua estreia no Universo Cinematográfico Marvel no filme Captain America: Civil War (2016). Seu papel foi creditado como guarda de segurança do Pantera Negra, e ela recebeu elogios por sua breve cena em que ela ameaça a Viúva Negra ordenando que ela "Mova ou você será movida". Kasumba reprisou a personagem, Ayo, um membro das Dora Milaje, as forças especiais femininas, nos filmes Black Panther (2018), Avengers: Infinity War (2018) e na série The Falcon and the Winter Soldier (2021).
Ela interpretou a senadora Acantha em Wonder Woman (2017) e a Bruxa Má do Leste na série de televisão Emerald City, da NBC. Ela divide seu tempo entre produções cinematográficas e televisivas norte-americanas e alemãs.
Em 2019, Kasumba conseguiu o personagem de Shenzi no remake animado por computador, The Lion King (2019), dirigido por Jon Favreau, ao lado de Keegan-Michael Key e Eric Andre como Kamari e Azizi, respectivamente.
Em 2022, reprisará novamente o papel de Ayo no filme Black Panther: Wakanda Forever, sequencia de Black Panther, do Universo Cinematográfico Marvel.

## Prêmios e indicações
Ela foi indicada ao Black Entertainment Film Fashion Television & Arts Award por International Rising Star em 2016, contra Lupita Nyong'o, John Boyega e Lisa Awuku. Kasumba apareceu ao lado de Nyong'o em Black Panther.

## Filmografia

### Cinema
| Ano  | Título                                     | Personagem       | Notas                               |
| ---- | ------------------------------------------ | ---------------- | ----------------------------------- |
| 2001 | Ik ook van jou                             | Silke            |                                     |
| 2006 | The Stoning                                | Nilophé          |                                     |
| 2012 | Transpapa                                  | Tessi            |                                     |
| 2014 | Zeit der Kannibalen                        | Florence         |                                     |
| 2016 | Offline: Are You Ready for the Next Level? | Skuld            |                                     |
| 2016 | Captain America: Civil War                 | Ayo              | Creditada como "Chefe de segurança" |
| 2016 | Wie Männer über Frauen reden               | Sabine           |                                     |
| 2017 | Wonder Woman                               | Senadora Acantha |                                     |
| 2017 | Arthur & Claire                            | Maitre           |                                     |
| 2018 | Black Panther                              | Ayo              |                                     |
| 2018 | Avengers: Infinity War                     | Ayo              |                                     |
| 2018 | Mute                                       | Tanya            |                                     |
| 2019 | The Lion King                              | Shenzi (voz)     |                                     |
| 2022 | Black Panther: Wakanda Forever             | Ayo              | Pós-produção                        |

### Televisão
| Ano       | Título                                                                               | Personagem                 | Notas                     |
| --------- | ------------------------------------------------------------------------------------ | -------------------------- | ------------------------- |
| 2006–2016 | Tatort                                                                               | Vários                     | 7 episódios               |
| 2007      | Die Familienanwältin                                                                 | Mboose Thallert            |                           |
| 2007      | Four Women and a Funeral                                                             | Freedom                    |                           |
| 2010      | Vienna Crime Squad                                                                   | Mira Wiesinger             |                           |
| 2012      | Das Vermächtnis der Wanderhure                                                       | Alika                      | Telefilme                 |
| 2013      | Großstadtrevier                                                                      | Sisi Ngoro                 |                           |
| 2013      | Der letzte Bulle                                                                     | Denise Mokaba              |                           |
| 2013      | In aller Freundschaft                                                                | Imani Kutesa               |                           |
| 2014      | The Quest                                                                            | Talmuh                     | 10 episódios              |
| 2015      | Es kommt noch besser                                                                 | Doctor                     | Telefilme                 |
| 2015      | Letzte Spur Berlin                                                                   | Madame Manyong             | Episódio: "Abseitsfalle"  |
| 2015      | Dominion                                                                             | Daria                      | 3 episódios               |
| 2016–2017 | Emerald City                                                                         | Leste                      | 3 episódios               |
| 2017      | Dr. Klein                                                                            | Grace Kahindi-Bäumer       | Episódio: "Pläne"         |
| 2018      | Alarm für Cobra 11 – Die Autobahnpolizei                                             | agente do FBI Karen Morris | Episódio: "Most Wanted"   |
| 2018      | Deutschland 86                                                                       | Rose Seithathi             | 10 episódios              |
| 2019–     | Tatort                                                                               | Anaïs Schmitz              |                           |
| 2019      | Criminal: Deutschland                                                                | Antje Borchert             | 3 episódios               |
| 2020      | Spides                                                                               | Oficial Nique Navar        | 8 episódios               |
| 2020      | Deutschland 89                                                                       | Rose Seithathi             |                           |
| 2021      | The Falcon and the Winter Soldier                                                    | Ayo                        | 3 episódios               |
| 2022      | Story House Productions in association with ZDF, Arte and ZDF Enterprises: Cold Case | Herself                    | Documentário; 6 episódios |